# Dogana d'acqua

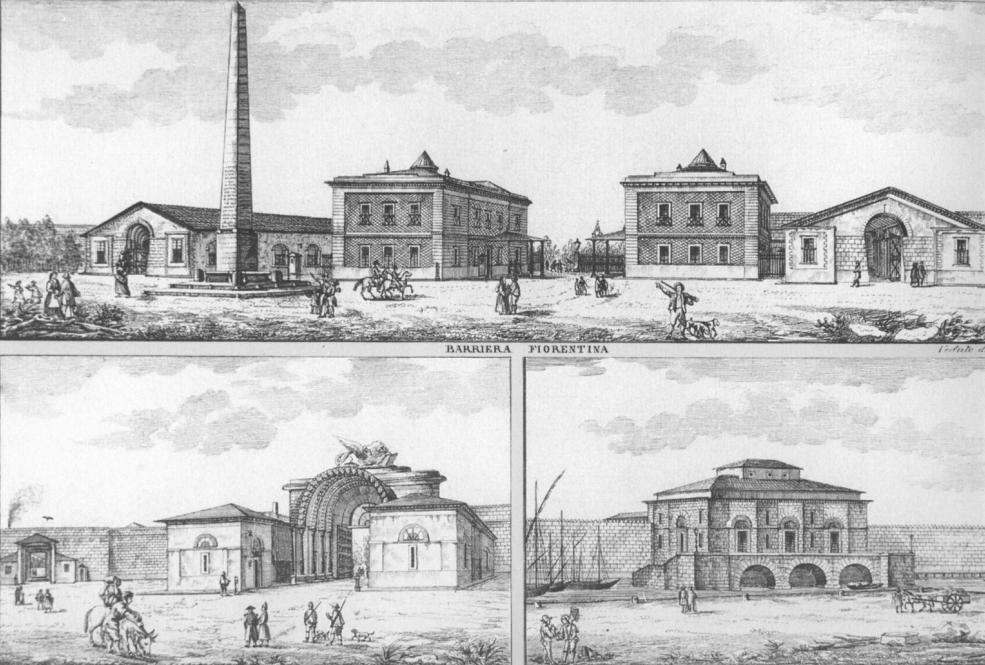
La Dogana d'acqua nel XIX secolo (riquadro in basso a destra)

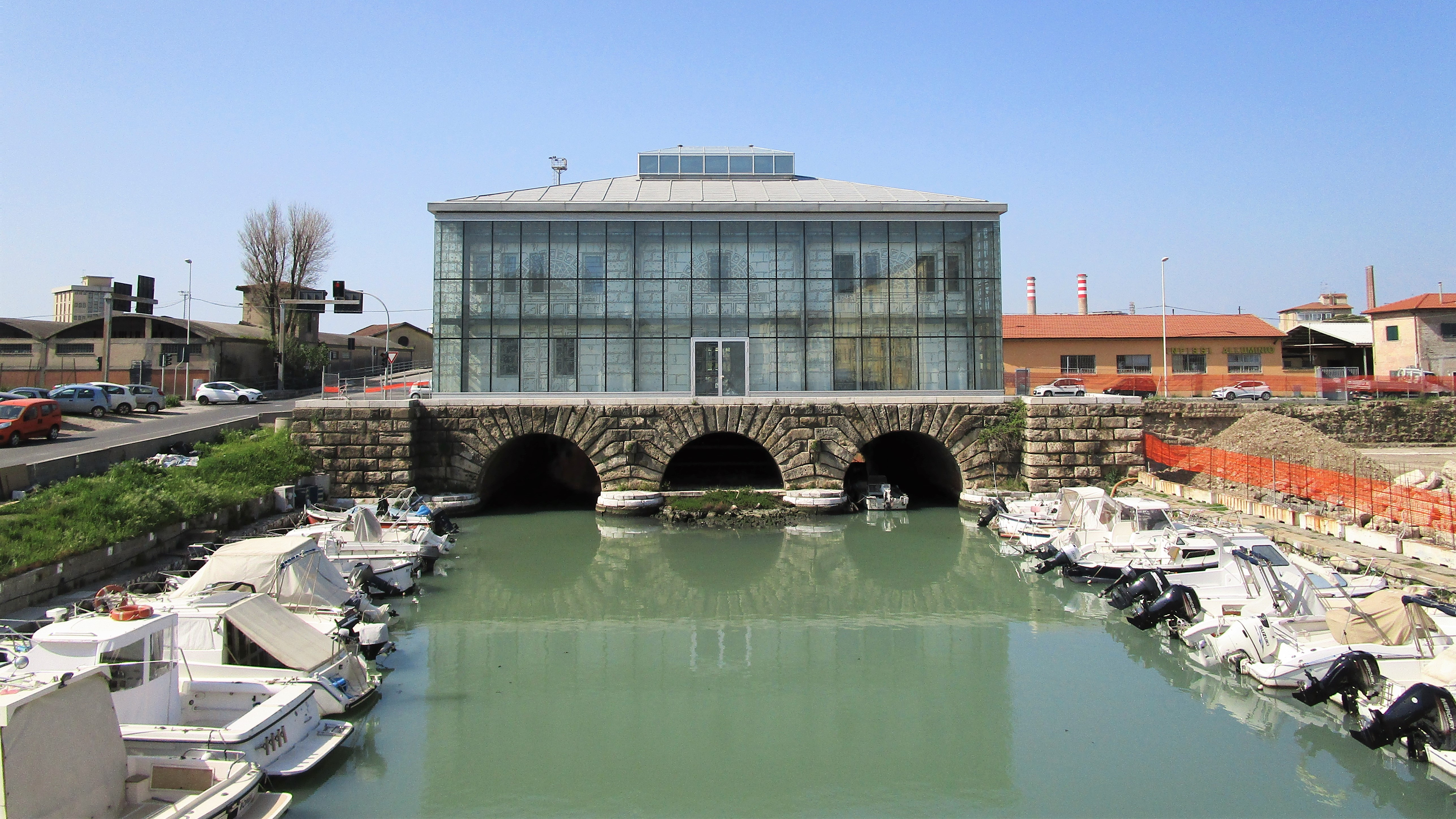
Il fabbricato nel 2018

La Dogana d'acqua era una barriera doganale posta lungo le Mura Leopoldine di Livorno, a delimitazione dell'area del porto franco, nel tratto compreso tra il Forte San Pietro e la Porta San Marco.
Gravemente danneggiata durante il secondo conflitto mondiale, i suoi resti sono stati in parte integrati in un nuovo edificio in acciaio e vetro.

## Storia

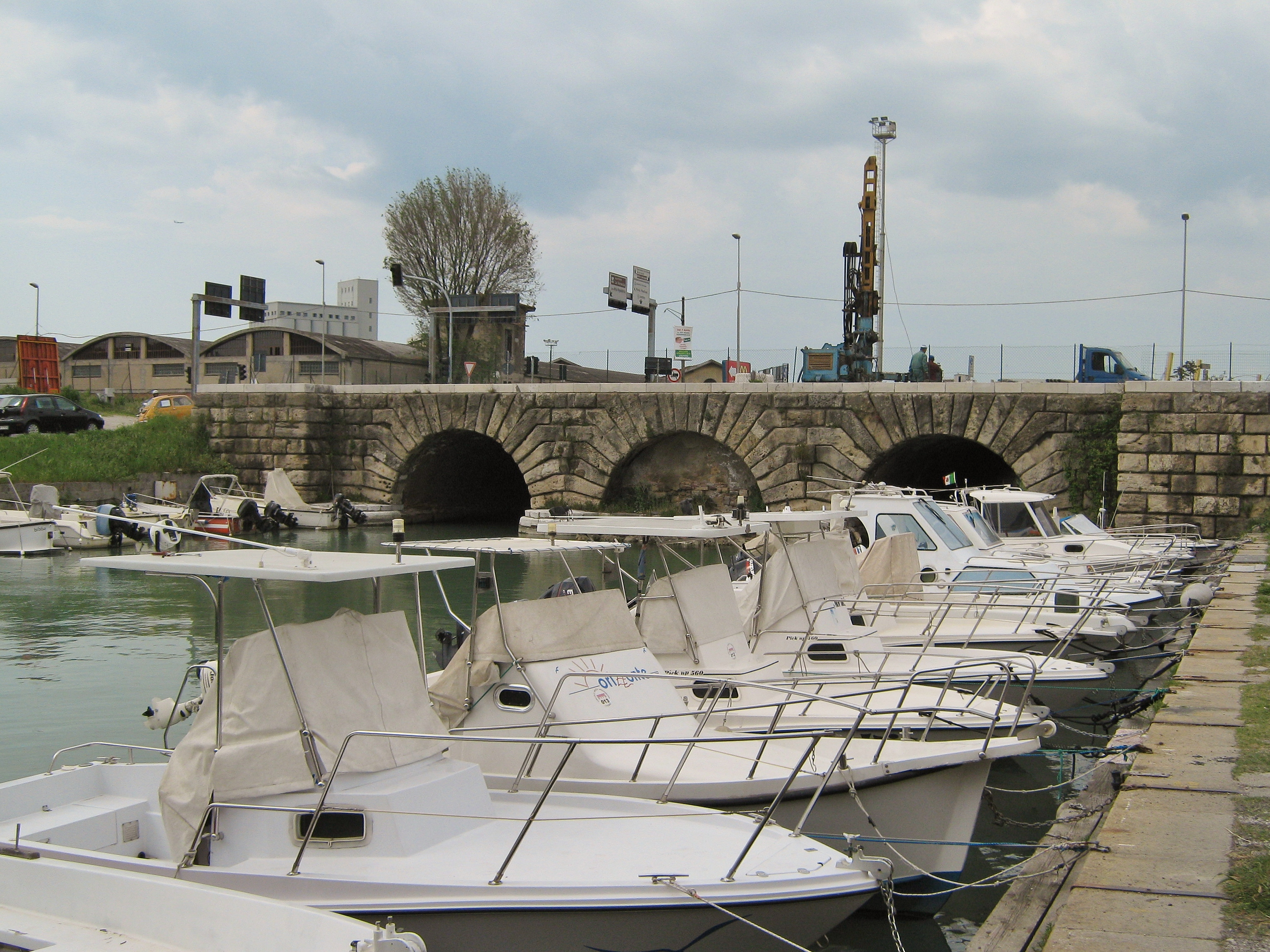
La Dogana d'acqua come appariva prima dell'avvio dei lavori di ricostruzione

La costruzione della Dogana d'acqua risale agli anni trenta dell'Ottocento, quando il granduca Leopoldo II di Toscana ordinò la realizzazione di una nuova cinta daziaria al fine di ampliare l'area del porto franco di Livorno.
Questo varco, progettato da Carlo Reishammer, fu posto lungo il Canale dei Navicelli, allo scopo di regolare e sorvegliare i traffici per via d'acqua tra Livorno e Pisa. Per questo, intorno alla dogana furono scavate due vaste darsene per la sosta delle imbarcazioni: una interna, di forma rettangolare, ed una esterna, di forma semicircolare.
Tuttavia, nel corso dell'Ottocento e nei primi decenni del Novecento, la darsena esterna fu quasi completamente interrata ed il fabbricato vero e proprio fu oggetto di alcune modifiche, così da migliorare la viabilità stradale: infatti, la parte tergale della dogana fu sventrata per permettere la realizzazione di una strada di collegamento col porto, mentre un tratto di mura adiacente alla costruzione fu interamente demolito.
A queste trasformazioni fecero seguito i devastanti bombardamenti dell'ultima guerra mondiale, che ridussero la Dogana d'acqua ad un cumulo di macerie.
Nel dopoguerra anche la darsena interna fu interrata ed i resti dell'edificio furono ulteriormente demoliti con la realizzazione di un magazzino industriale, ubicato sul ponte dove poggiava il fabbricato storico.
Al 2009 si resero noti i risultati di un concorso indetto dal Comune di Livorno per la riqualificazione dell'edificio storico (da destinarsi polo delle alte tecnologie per la logistica dell'Università di Pisa e della Scuola superiore di studi universitari e di perfezionamento Sant'Anna) e del comparto urbanistico circostante; tra i vari progetti risultò vincitore il disegno elaborato da un raggruppamento di professionisti composto dagli architetti Leonardo Germani, Stefania Franceschi, Stefano Micheli, Silvia Moretti e Samuele Sordi, che venne ammesso ai finanziamenti nell'ambito dei Piani Integrati di Sviluppo Urbano Sostenibile (PIUSS).
Malgrado le indicazioni contenute nel progetto vincitore, successivamente il Comune di Livorno modificò radicalmente questa ipotesi progettuale, apportando variazioni all'architettura dell'edificio e limitando, almeno in una prima fase, l'intervento di sistemazione urbanistica alla parziale riapertura del lato est della darsena interna.
Il 19 marzo 2013 è stata posata la prima pietra del cantiere di ricostruzione e riqualificazione dell'area della Dogana d'acqua e, in particolare, dell'edificio situato sul lato della caserma La Marmora. I lavori dell'edificio sul ponte della Dogana, invece, sono stati avviati nel 2014. Tuttavia, il progetto esecutivo, curato dallo studio Leonardo di Pisa, ha completamente rinnegato i precedenti: in particolare, le forme della vecchia Dogana sono state impresse in una sorta di teca vetrata costruita sul ponte a tre archi ottocentesco, il cui risultato, all'atto pratico, ha però generato diverse critiche.

## Descrizione

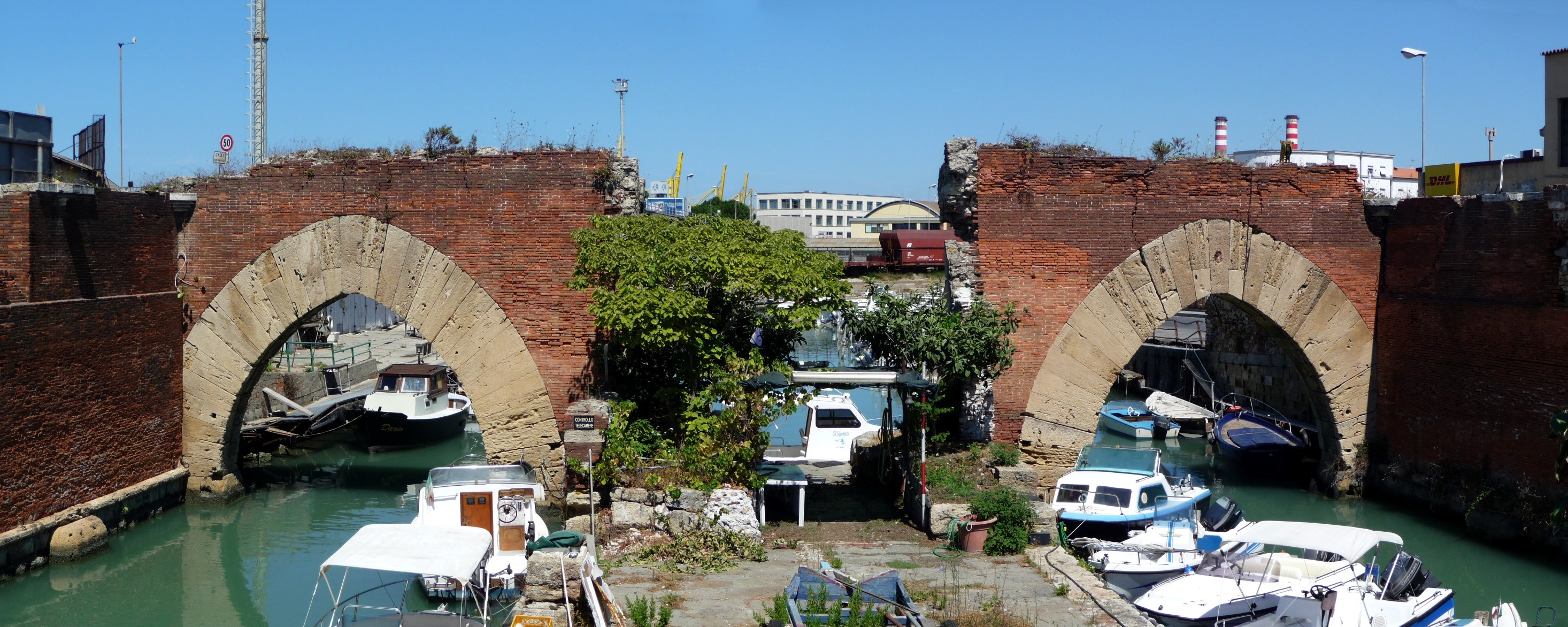
Resti del fronte posteriore della Dogana d'acqua

Con la demolizione del suddetto magazzino, avvenuta negli ultimi anni del Novecento, dell'originaria costruzione restano solo il ponte a tre arcate ed i ruderi della parte posteriore, dove un tempo si effettuavano i controlli sulle merci trasportate dalle imbarcazioni.
Il corpo di fabbrica principale, scomparso a causa delle distruzioni belliche e sostituito con una teca in acciaio e vetro, era rivestito in pietra ed era alleggerito da ampie aperture a tutto sesto. Inoltre, così come in altre fabbriche progettate da Carlo Reishammer, alla muratura tradizionale erano uniti elementi in ghisa, con una scala a spirale posta all'interno dell'edificio ed una serie di delfini ornamentali collocati nell'arcata centrale del ponte.
Il lato occidentale della struttura è lambito da un viadotto stradale in calcestruzzo armato, mentre il resto della costruzione è sostanzialmente occupato da un incrocio stradale, che precede l'area oggetto di ricostruzione.
Sul canale dei Navicelli, la struttura è preceduta da una passerella metallica d'inizio Novecento, restaurata e riaperta al pubblico il 31 luglio 2013.